# Joppa geniculata
Joppa geniculata là một loài tò vò trong họ Ichneumonidae.